# Toshiya Takagi
Toshiya Takagi (jap. 高木 利弥 Takagi Toshiya; ur. 25 listopada 1992) – japoński piłkarz występujący na pozycji obrońcy. Obecnie występuje w Montedio Yamagata.

## Kariera klubowa
Od 2015 roku występował w klubie Montedio Yamagata.